# Altaville (California)
Altaville es un área no incorporada ubicada en el condado de Calaveras en el estado estadounidense de California.

## Geografía
Altaville se encuentra ubicada en las coordenadas 38°5′2″N 120°33′43″O / 38.08389, -120.56194.